# Arrifes
Arrifes es una freguesia portuguesa perteneciente al municipio de Ponta Delgada, situado en la Isla de São Miguel, Región Autónoma de Azores. Tiene una superficie de 25,27 km² y una población total de 6 941 habitantes (2001). Es una de las freguesias más extensas de las Azores. La principal actividad económica son la agricultura y la ganadería, produciendo la mayor cantidad de leche de todo el archipiélago.

## Freguesiaspróximas
- Capelas, norte
- São Vicente Ferreira, noreste
- Fajã de Cima, este
- Fajã de Baixo, sur
- Relva, suroeste
- Covoada, oeste

- Datos: Q2452009
- Multimedia: Arrifes / Q2452009

1. ↑  Worldpostalcodes.org,código postal n.º 9500-376.